# قمة بروكسل الاستثنائية 2022
كانت قمة بروكسل لعام 2022 بمثابة اجتماع استثنائي لرؤساء دول ورؤساء حكومات حلف شمال الأطلسي الذي عقد في بروكسل في 24 مارس 2022. عقد الاجتماع في أعقاب الغزو الروسي لأوكرانيا عام 2022 .
في ذلك اليوم، استضاف الناتو اجتماعات لقادة مجموعة السبع . حضر الرئيس الأوكراني فولوديمير زيلينسكي عبر مؤتمر عبر الفيديو وألقى كلمة في القمة. طلب زيلينسكي من دول الناتو تزويد أوكرانيا بالمعدات العسكرية بما في ذلك الطائرات والدبابات والعربات المدرعة. كما دعا الناتو إلى إنشاء منطقة حظر طيران لمنع الهجمات الجوية والصاروخية في أوكرانيا. وتعهدت بعض دول الناتو في القمة بزيادة الإنفاق العسكري.
وافق القادة أيضًا على تمديد ولاية الأمين العام ينس ستولتنبرغ لسنة أخرى حتى سبتمبر 2023. بعد القمة، أصدر القادة بيانًا مشتركًا يدين الهجمات الروسية على المدنيين ويدعو روسيا إلى تعليق العمليات العسكرية على الفور في أوكرانيا كما أمرت به محكمة العدل الدولية قبل أسبوع.

## الشخصيات الحاضرة
بلغ عدد حضور القمة 34 دولة ومنظمة
| - Albania – رئيس وزراء ألبانيا إيدي راما - Belgium – Prime Minister ألكسندر دي كرو - Bulgaria – رئيس بلغاريا رومن راديف - Canada – Prime Minister جاستن ترودو - Croatia – President Zoran Milanović - Czech Republic – Prime Minister بيتر فيالا - Denmark – Prime Minister مته فريدريكسن - Estonia – Prime Minister كايا كالاس - France – President إيمانويل ماكرون - Germany – Chancellor أولاف شولتس - Greece – Prime Minister كيرياكوس ميتسوتاكيس - Hungary – Prime Minister فيكتور أوربان - Iceland – Prime Minister كاترين ياكوبسدوتير - Italy – Prime Minister ماريو دراجي - Japan – Prime Minister فوميو كيشيدا - Latvia – President إيغيلز ليفيتس - Lithuania – President غيتاناس ناوسيدا | - Luxembourg – Prime Minister كزافييه بيتل - Montenegro – President ميلو جوكانوفيتش - Netherlands – Prime Minister مارك روته - North Macedonia – Prime Minister ديميتار كوفاتشيفسكي - Norway – Prime Minister يوناس غار ستوره - Poland – President أندجي دودا - Portugal – Prime Minister أنطونيو كوستا - Romania – President كلاوس يوهانيس - Slovakia – President زوزانا تشابوتوفا - Slovenia – Prime Minister Janez Janša - Spain – Prime Minister بيدرو سانشيز (سياسي) - Turkey – President رجب طيب أردوغان - Ukraine – President فولوديمير زيلينسكي (video address) - United Kingdom – Prime Minister بوريس جونسون - United States – President جو بايدن - NATO – Secretary General Jens Stoltenberg - European Union - Commission President أورسولا فون دير لاين |